# The Red Paintings
The Red Paintings är en australisk rockgrupp som bildades 1999 i Geelong men har under de senaste åren varit verksamma i Brisbane. 
Bandet är känt för sina temaföreställningar som innehåller inslag av teater och konst, som blivit kallat "Orchestral sci-fi art rock". Bandmedlemmarnas har ofta kostymer som matchar temat, alltifrån geishadräkter, till Neptunusdräkter.

## Bandmedlemmar
- Trash McSweeney (gitarr, sång)
- Ellen Stancombe (violin,sång)
- Mike Langdale (bas)
- Andy Davis (trummor)
- David Sue Yek (Cello).

## Diskografi
Album
- The Virgin Mary Australian Tour Acoustic/Strings Album (2004)

EPs
- Angel Flummox EP (1999)
- Reality (Ahead of Schedule) EP (2000)
- Cinema Love EP (2002)
- Walls EP (2005)
- Destroy The Robots EP (2006)
- Feed the Wolf EP (2007)

Singlar
- "Rain" (2004)
- "We Belong In The Sea" (2007)
- "Whales Are Dying" (2009)